# Alexis Raoul
Alexis Raoul (en grec : Ἀλέξιος Ῥαούλ) (? - mort vers 1258) est un aristocrate et général byzantin sous l'Empire de Nicée. Il atteint le rang de protovestiaire au cours du règne de Jean III Doukas Vatatzès.

## Biographie
Alexis Raoul est le descendant d'une riche famille aristocratique qui possède de grandes propriétés foncières autour de Smyrne. Il pourrait être le fils du sébaste Constantin Raoul qui a joué un rôle dans l'usurpation d'Alexis III Ange. Alexis devient le beau-fils de l'empereur Jean III en se mariant avec une de ses nièces. Avec elle, il a quatre fils dont trois sont connus par leur nom : Jean, Manuel et Isaac. Il a aussi une fille,. 
Sous Vatatzès, Alexis atteint le rang de protovestiaire et obtient le commandement de troupes en Macédoine. En 1242, il est accompagné par l'empereur byzantin dans sa campagne contre le dirigeant de Thessalonique, Jean Comnène Doukas. Il apparaît ensuite en 1252 durant la guerre contre le despote d'Épire Michel II Doukas. Après la signature d'un traité de paix, Alexis semble rester en Europe avec le futur empereur Michel Paléologue à Vodena, où il garde les approches de Thessalonique.
En tant que membre de l'aristocratie traditionnelle, lui et sa famille sont déconsidérés sous Théodore II Lascaris. Théodore cherche à réduire le pouvoir et l'influence de la noblesse et privilégie les hommes d'ascendances modestes, à qui il confie d'importantes fonctions. En 1255, l'empereur lui retire son titre pour le confier à son protégé Georges Muzalon, issu d'un milieu modeste. En outre, Théodore marie l'une des filles de Raoul à Andronic Muzalon, le frère de Georges. Cette union est vue comme insultante par Alexis étant donné les origines d'Andronic. Enfin, Théodore II emprisonne le fils d'Alexis, Jean Raoul Pétraliphas,.
De ce fait, la famille d'Alexis soutient activement l'assassinat des frères Muzalon en 1258, après la mort de Théodore II ; ainsi que l'usurpation qui s'ensuit de Michel VIII Paléologue,. 